# Unserfrau-Altweitra
Unserfrau-Altweitra is een gemeente in de Oostenrijkse deelstaat Neder-Oostenrijk, gelegen in het district Gmünd (GD). De gemeente heeft ongeveer 1000 inwoners.

## Geografie
Unserfrau-Altweitra heeft een oppervlakte van 40,19 km². Het ligt in het noordoosten van het land, niet ver van de grens met Tsjechië.

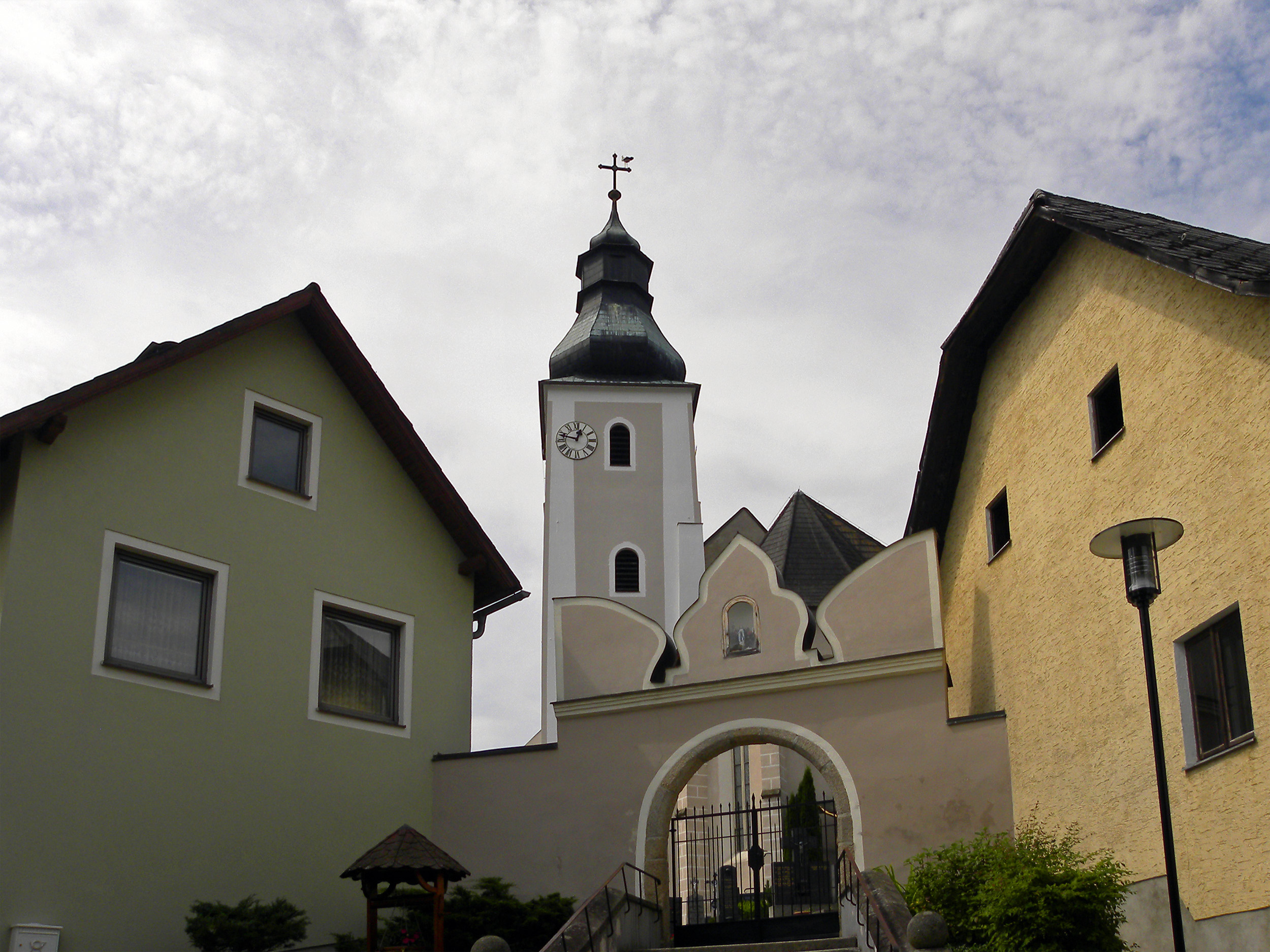

Amaliendorf-Aalfang · Bad Großpertholz · Brand-Nagelberg · Eggern · Eisgarn · Gmünd · Großdietmanns · Großschönau · Haugschlag · Heidenreichstein · Hirschbach · Hoheneich · Kirchberg am Walde · Litschau · Moorbad Harbach · Reingers · Schrems · St. Martin · Unserfrau-Altweitra · Waldenstein · Weitra
- Gemeinsame Normdatei: 4809993-4
- Nationale Bibliotheek van Tsjechië: ge1184225
- Virtual International Authority File: 248749117